# Монарх
Монарх (лат. monarcha) потиче од грчке речи μονάρχης, monárkhēs (од μόνος monos, „један, сингуларни”, и ἄρχω árkhō), „владати” (упореди ἄρχων arkhon, „лидер, владар, шеф”)) која се односи на једног, бар номинално апсолутног владара, који је доживотно или до абдикације, а самим тим и шеф суверене државе. Монарх може вршити највиши ауторитет и моћ у држави, или други могу користити ту моћ у име монарха. Обично монарх или лично наслеђује законито право да врши суверена права државе (која се често назива престолом или круном) или је изабран установљеним процесом из породице или кохорте која испуњава услове да обезбеди монарха нације. Алтернативно, појединац може да се прогласи монархом, који може бити подржан и легитимисан кроз акламацију, право освајања или комбинацију средстава.

## Карактеристике
Монарси, као такви, носе различите титуле – краљ или краљица, принц или принцеза (нпр., суверени принц Монака), цар или царица (нпр., цар Кине, цар Етиопије, цар Јапана, цар Индије), надвојвода, војвода или велики војвода (нпр. велики војвода од Луксембурга), емир (нпр. емир Катара), султан (нпр. султан од Омана), или фараон.
Монархија је политичке или социокултурне природе, и генерално је (али не увек) повезана са наследном владавином. Већина монарха, како историјски тако и данас, рођени су и одгајани у краљевској породици (чија владавина у одређеном временском периоду се назива династија) и обучени за будуће дужности. Коришћени су различити системи сукцесије, као што су крвна близина (мушка преференција или апсолутна), примогенитуре, агнатско старешинство, Салијски законик, итд. Док су традиционално већина монарха били мушкарци, женски монарси су такође владали, а термин краљица односи се на владајућег монарха, за разлику од краљице супруге, жене владајућег краља.
Неке монархије су ненаследне. У изборној монархији, монарх је биран, али иначе служи као било који други монарх. Историјски примери изборне монархије укључују цареве Светог римског царства (изабране од стране принчева-електора, али често долазе из исте династије) и слободни избор краљева Пољско-литванске заједнице. Модерни примери укључују Јанг ди-Пертуан Агонга (дословно 'Онај који је постао господар') из Малезије, кога именује конференција владара сваких пет година или након краљеве смрти, и папу Римокатоличке цркве, који служи као суверен државе Ватикан и коју бира Кардиналски збор на доживотни мандат.
У последњим вековима, многе државе су укинуле монархију и постале републике (али видети, на пример, Уједињени Арапски Емирати). Заговарање владе од стране републике назива се републиканизам, док се залагање за монархију назива монархизам. Основна предност наследне монархије је непосредан континуитет националног вођства, као што је илустровано класичном фразом „ [стари] краљ је мртав. Живео [нови] краљ! “. У случајевима када монарх служи углавном као церемонијална фигура (нпр. већина модерних уставних монархија), право вођство не зависи од монарха.
Облик владавине може, у ствари, бити наследан, а да се не сматра монархијом, као што је породична диктатура.

## Класификација
Монархије имају широк спектар облика, као што су два монарха Списак ко-принчева Андоре, позиције које истовремено држе римокатолички бискуп Ђоан Енрик Вивес и Сисилија као и изабрани Предсједник Француске Републике (иако је Андора стриктно диархија). Слично томе, Јанг ди-Пертуан Агонг из Малезије сматра се монархом иако је на тој функцији био само пет година.

## Наслеђивање
.
.
Наследна сукцесија унутар једне патрилинеарне породице била је најчешћа, са склоношћу деци над браћом и сестрама, и синовима над ћеркама. У Европи су неки народи практиковали једнаку поделу земље и краљевских права међу синовима или браћом, као у германским државама Светог римског царства, све до после средњег века, а понекад (нпр. Ернестине војводства ) до 19. века. Друга европска краљевства су практиковала један или други облик примогенитуре, у којој је господара наследио његов најстарији син или, ако га није имао, његов брат, његове кћери или синови кћери.
Систем танистри који се практиковао међу келтским племенима био је полуизабиран и давао је тежину такође способностима и заслугама.
Салијски закон, који се практиковао у Француској и на италијанским територијама династије Савоја, предвиђао је да само мушкарци могу наследити круну. У већини феуда, у случају нестанка свих легитимних мушких чланова патрилине, жена из породице могла би да наследи (полу салијски закон). У већини царстава, ћерке и сестре су имале право да наследе владајуће рођаке пре удаљенијих мушких сродника (примогенитуре мушке преференције), али понекад је муж наследнице постао владар, а најчешће је добијао и титулу, јуре укорис. Шпанија данас наставља овај модел наследног права, у форми когнатичке примогенитуре. У сложенијим средњовековним случајевима борили су се понекад супротстављени принципи близине и примогенитуре, а исходи су често били идиосинкратични.
Како се просечан животни век продужавао, вероватноћа је већа да ће најстарији син достићи пунолетство пре смрти свог оца, а примогенитура је постајала све фаворизованија у односу на близину, танистарство, стаж и избор.
1980. године, Шведска је постала прва монархија која је прогласила једнаку примогенитуру, апсолутну примогенитуру или пуну когнатичку примогенитуру, што значи да се најстарије дете монарха, било женско или мушко, попне на трон. Друге нације су од тада усвојиле ову праксу: Холандија 1983., Норвешка 1990., Белгија 1991., Данска 2009. и Луксембург 2011. Уједињено Краљевство је усвојило апсолутну (једнаку) примогенитуру 25. априла., 2013, следећи споразум премијера шеснаест краљевстава Комонвелта на 22. састанку шефова влада Комонвелта.
У неким монархијама, као што је Саудијска Арабија, наслеђивање престола обично прво прелази на следећег најстаријег брата монарха и тако даље преко његове друге браће, а тек након њих на монархову децу (агнатички стаж). У неким другим монархијама (нпр. у Јордану), монарх бира ко ће бити његов наследник у оквиру краљевске породице, који не мора нужно бити његов најстарији син.
Без обзира на правила наслеђивања, било је много случајева да је монарх свргнут и замењен узурпатором који би често постављао сопствену породицу на престо.

## Историја

### Монарси у Африци
Низ фараона је владало Древним Египтом током три миленијума (око 3150. п. н. е. до 31. п. н. е.) док га није покорило Римско царство. У истом временском периоду, неколико царстава је цветало у оближњем региону Нубије, а најмање једно од њих, такозвана култура А-Групе, очигледно је утицала на обичаје самог Египта. Од 6. до 19. века, Египат је на различите начине био део Византијског царства, Отоманског царства, Мамелучког султаната, и Британске империје са удаљеним монархом. Египатски султанат је био краткотрајни протекторат Уједињеног краљевства од 1914. до 1922. године када је постало Краљевина Египта и султан Фуад I Египатски је променио титулу у Краља. Након Египатске револуције 1952. Монархија је распуштена и Египат је постао република.
Западна Африка је била империја царства Канем–Борну (700–1376) и његовом наследнику, кнежевини Борну која је опстала до данашњих дана као једна од традиционалних држава Нигерије.

### Монарси у Европи
Унутар Светог римског царства племићи су користили различите титуле које су имале различите степене суверенитета унутар својих граница. Такве титуле су давали или признавали цар или папа. Усвајање нове титуле која означава суверени или полусуверени статус нису увек признавале друге владе или нације, што је понекад изазивало дипломатске проблеме.
Током деветнаестог века многе мале монархије у Европи су се спојиле са другим територијама да би формирале веће ентитете, а након Првог и Другог светског рата, многе монархије су укинуте, али од оних које су остале све осим Луксембурга, Лихтенштајна, Андоре, Ватикана и Монака били на челу са краљем или краљицом.
Од 2022. године у Европи постоји дванаест монархија: седам краљевстава (Белгија, Данска, Холандија, Норвешка, Шпанија, Шведска и Уједињено Краљевство), једно велико војводство (Луксембург), једно папство (Ватикан) и две кнежевине Лихтенштајн и Монако), као и једна диархијска кнежевина (Андора).

### Монарси у Азији
У Кини, пре укидања монархије 1912. године, кинески цар се традиционално сматрао владаром „Свега под небом“. „Краљ“ је уобичајени превод за термин ванг王, владар пре династије Ђин и током периода Десет краљевстава. Током ране династије Хан, Кина је имала неколико краљевстава, од којих је свако било величине провинције и подређено цару. У Кореји, Даеванг (велики краљ) или Ванг (краљ), био је кинески краљевски стил који се користио у многим државама настао након распада Кочосона, Бујеа, Гогурјеа, Баекје, Сила, Балхае, Корја и Часона. Легендарни Дангун Вангеом основао је прво краљевство, Гоџосеон. Неки научници сматрају да се термин Дангун такође односи на титулу коју користе сви владари Часона и да је Вангеом прво име оснивача. Гјувон Сахва (1675) описује Анале Дангуна као збирку националистичких легенди. Монарси Гогурјеа и неки монарси Силе користили су титулу „Таеванг", што значи „највећи краљ". Рани монарси Силе су користили титулу „Геосеоган", „Кхаџхаунг", „Исагеум" и коначно „Марипган" до 503. године. Титула „Гун" (принц) може се односити на свргнути са престола и владари династије Чосона. Под Корејским царством (1897–1910), владари Кореје су добијали титулу „Хвангје“, што значи „Цар“. Данас чланови корејске царске породице настављају да учествују у бројним традиционалним церемонијама за очување корејске царске баштине.
Јапанска монархија је сада једина монархија која још увек користи титулу цара.
Тајланд и Бутан су попут Уједињеног Краљевства по томе што су уставне монархије којима влада краљ. Јорданом и многим другим блискоисточним монархијама влада Малик, а деловима Уједињених Арапских Емирата, као што је Дубаи, још увек владају монарси.
Саудијска Арабија је највећа арапска држава у западној Азији по површини и друга по величини у арапском свету (после Алжира). Основао ју је Ибн Сауд 1932. године, иако су освајања која су на крају довела до стварања Краљевине почела 1902. године када је заузео Ријад, прадомовину своје породице, Династија Сауда; Наслеђивање престола било је ограничено на синове Ибн Сауда до 2015, када је унук уздигнут у престолонаследника. Влада Саудијске Арабије је апсолутна монархија од свог почетка и себе означава као исламски. Краљ носи титулу „чувар две свете џамије]]" у односу на два најсветија места у исламу: Света џамија у Меки и Пророкова џамија у Медини.

### Монарси у Америци
Концепт монархије постојао је у Америци много пре доласка европских колонијалиста. Када су Европљани стигли, они су ове делове земље на територијама различитих абориџинских група називали краљевствима, а вође ових група Европљани су често називали краљевима, посебно наследним вођама.
Претколонијални наслови који су коришћени укључивали су:
- Касик Абориџини Хиспаниола и Боринкуен
- Тлатоани – Нахуаси
- Ајав – Маја
- Кхапак Инка – Тавуантин Суиу (Царство Инка)
- Морубикаба – племена Тупи
- Сха-куан – Краљ света који се користи у неким индијанским племенима.

Први локални монарх који се појавио у Северној Америци након колонизације био је Жан-Жак Десалин, који се прогласио за цара Хаитија 22. септембра 1804.  Хаити је поново имао цара Фостена I од 1849. до 1859. У Јужној Америци, Бразил је имао краљевску династију која је владала као царство између 1822. и 1889. године, под царевима Педро I од Бразила| и Педро II од Бразила.
Између 1931. и 1983. девет других претходних британских колонија стекло је независност као краљевине. Сви, укључујући Канаду, су у персонална унија под заједничким монархом. Стога, иако данас законски постоји десет америчких монарха, по једна особа заузима сваки посебан положај.
Поред ових суверених држава, постоји и низ субнационалних. У Боливији, на пример, Афро-боливијска монархија тврди да потиче од афричке династије која је одузета из своје домовине и продата у ропство. Иако је данас углавном церемонијална титула, позиција краља афро-боливијаца званично је призната од стране владе Боливије.

### Монарси у Океанији
Полинезијским друштвима су од давнина владали арики. Титула се на различите начине преводи као „врховни поглавица" или "краљ".
Краљевина Тахити је основана 1788. Суверенитет је уступљен Француској 1880. и ако потомци династије помару полажу право на титулу краља тахитија.
Краљевина Хаваји је основана 1795. године и збачена 1893. године.
Независна Краљевина Раротонга основана је 1858. Постала је протекторат Уједињеног Краљевства на сопствени захтев 1893. године.
Серу Епениса Чакобау је владао краткотрајном Краљевином Фиџи, уставном монархијом, од 1871. до 1874. када је добровољно препустио суверенитет над острвима Уједињеном Краљевству. Након независности 1970. године, Доминион Фиџија је задржао британског монарха као шефа државе све док није постао република након војног удара 1987. године.
Аустралија, Нови Зеланд (укључујући Кукова острва и Ниуе), Папуа Нова Гвинеја, Соломонска острва и Тувалу су суверене државе у оквиру заједнице нација које тренутно имају Елизабету II као владајућег уставног монарха.
На Новом Зеланду покрет краља Маора је успостављен 1858. Улога је углавном културна и церемонијална и нема законску снагу.